# 百歲蘭
百歲蘭（學名：Welwitschia mirabilis）是单种科百歲蘭科百歲蘭属的唯一物种。又稱為百歲葉、千歲蘭、奇想天外、二葉樹。最早發現于1859年9月3日，由奧地利探險家Friedrich Martin Joseph Welwitsch發現于非洲安哥拉的沙漠之中。主要分布在安哥拉與納米布沙漠。茎短，一生只長兩片葉。雌雄異株。葉上的氣孔會吸收大氣中的水氣，根極長，可達3米至10米，以吸收地下水。經過碳14測試推測其平均壽命可達數百年，其中一部分甚至可到2000年，故得此名。
是《瀕危野生動植物種國際貿易公約》（華盛頓公約）附錄II保護的植物。
由於是裸子植物演化成為被子植物的過渡環節，具有高度學術價值。
具有強烈的直根性，主根一旦受傷，將非常容易死亡，根又極長，人工栽培十分困難。

## 型態描述
百歲葉具有兩片極為長壽的葉子，野外植株的葉片通常會碎裂成許多條狀物，讓人無法看出他們原來是兩片葉子。

木質化的茎很矮，主干由一个大致形状像倒锥形的无分枝木质冠组成，莖的生長點在幼苗時期便死亡，這在植物中是非常罕見的生長習性。

带有一个或多个非锥形延伸部分的锥形主根，一些明显的侧根和一个细腻的毛细根网络，根很長，直根性強烈可以用來吸收地下水，老株會將有機物收集在根的周圍，可以保護根部不受傷。

## 其他
百歲蘭為納米比亞的國花。

## 註腳
1. ↑  Bornman, Chris (1978). . C. Struik. ISBN 0-86977-097-7.

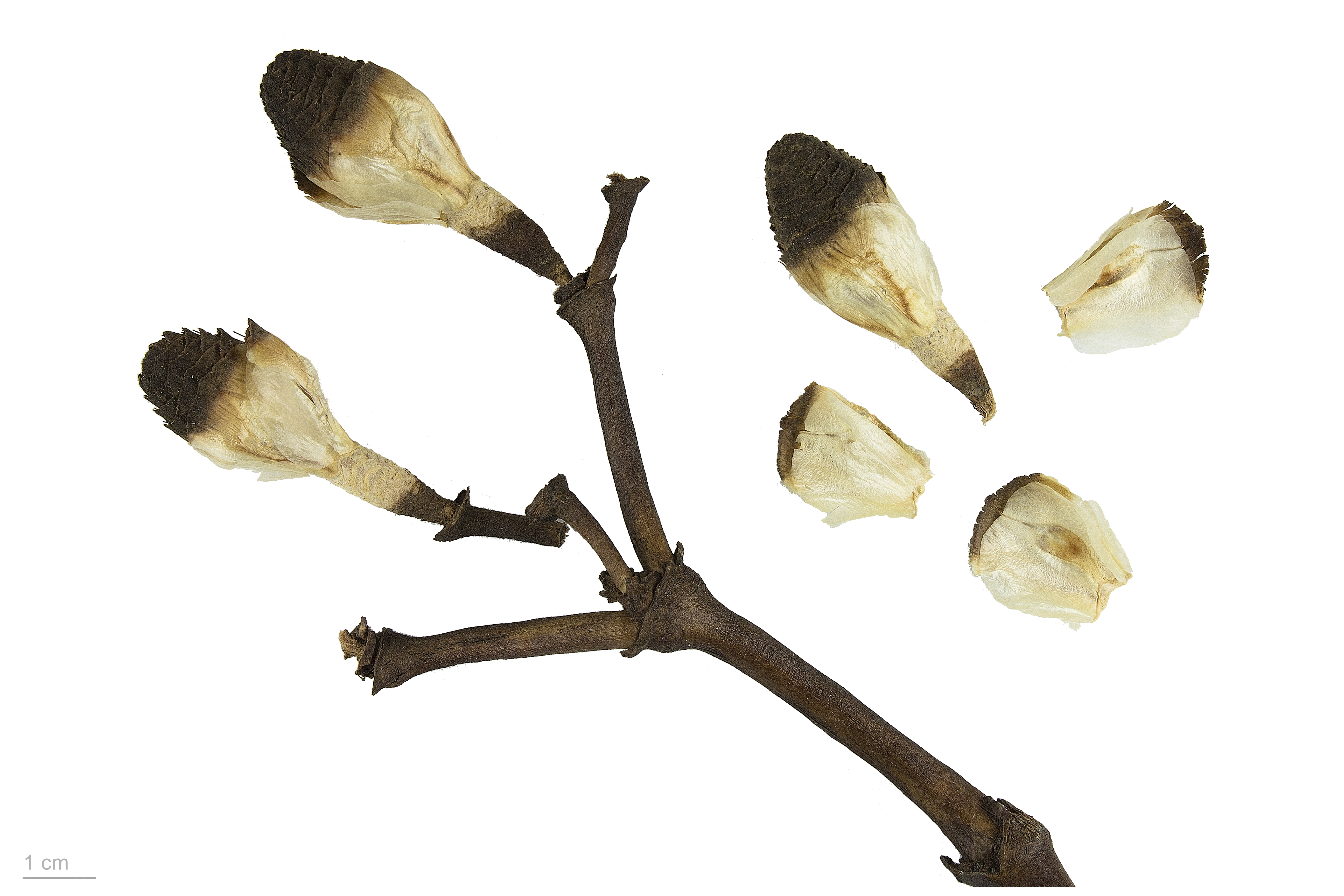
Welwitschia mirabilis

2. ↑  Bornman, C.H., J.A. Elsworthy, V. Butler and C.E.J Botha (1972).  Welwitschia mirabilis: Observations on general habit, seed, seedling, and leaf characteristics.  Madoqua Series II 1:53-66.

## 外部連結
- Gymnosperm database: Welwitschia （页面存档备份，存于）
- Ecology & Evolutionary Biology Conservatory
- The Welwitschia Page: photos of Welwitschia in the wild （页面存档备份，存于）
- Welwitschia mirabilis （页面存档备份，存于）
- Bihrmann's Welwitschia growing project （页面存档备份，存于）
- "So What If It's Ugly? It Just Keeps On Going ..." （页面存档备份，存于）